# Leonid Afremov
Leonid Afremov (Vitebsk, 12 juli 1955 – Playa del Carmen, 19 augustus 2019) was een Israëlisch-Wit-Russisch kunstschilder. Hij heeft ongeveer 4.000 werken geschilderd, die wereldwijd worden verkocht.

## Biografie
Afremov werd geboren in Wit-Rusland, toen nog de Wit-Russische Socialistische Sovjetrepubliek. Hij studeerde af in 1978 aan de kunstacademie in Vitebsk. Zijn schilderkunst werd geïnspireerd door Joeri Pen, Marc Chagall en Amedeo Modigliani.
Hij werkte in de jaren 80 van de twintigste eeuw als ontwerper van theaterdecors. Toen hij ontdekte dat in de Sovjet-Unie alleen communistische propagandaposters verkocht konden worden, emigreerde hij in 1990 naar Israël. Al snel werd hij aangenomen bij een reclamebureau dat posters schilderde. Russische immigranten ontvingen echter lage lonen en werden op officieel niveau gediscrimineerd. Hij verhuisde in 1993 naar Ashdod, een stad met een grote Russische immigrantenbevolking, waar hij zijn eigen galerie en lijstenmakerij opende.
Nadat de galerij meermaals werd vernield besloot hij te emigreren naar de Verenigde Staten. Afremov verhuisde in 2002 naar Boca Raton, Florida. Een aantal jaren bracht hij zijn vakanties door in Playa del Carmen, Mexico, totdat hij in 2010 besloot zich daar permanent met zijn gezin te vestigen. Hij stierf daar op 19 augustus 2019 aan de gevolgen van een hartaanval.

## Stijl
Afremov ontwikkelde de laatste 25 jaar van zijn leven een eigen unieke spateltechniek met paletmes en olieverf. Hij verschoof in zijn latere jaren naar het impressionisme.
Zijn schilderijen verwijzen meestal naar landschappen, stedelijke taferelen, zeegezichten, dieren (vooral katachtigen), oldtimers en levendig gekleurde portretten. Zijn kunstwerken zijn vaker via het internet verkocht dan door tentoonstellingen in galerijen.

## Selectie van tentoonstellingen
- Judaica Paintings, Moskou (1989)
- Sovjet Artists' Union, Vitebsk (1990)
- Amaliya Arbel Art Gallery, Rishon LeZion, Israël (1991)
- Judaica-schilderijen, Ramat Gan Museum (1992)
- Lapid Art Gallery, Ashdod (1994)
- Judaica Schilderijen, Tel Aviv Museum of Art, Tel Aviv (1994)
- Dilon Art Gallery, Jaffa (1995)
- Opera House Art Gallery, Tel Aviv (1998)
- Ofir Art Gallery, Ramat Aviv , Tel Aviv (1999)